# Jardang

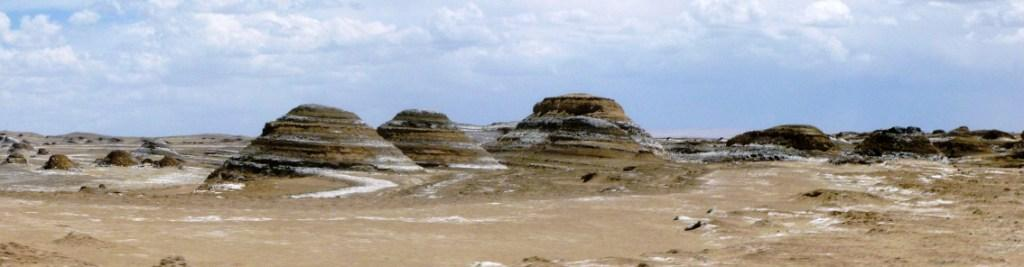
Jardangi w Kotlinie Cajdamskiej, Chiny.

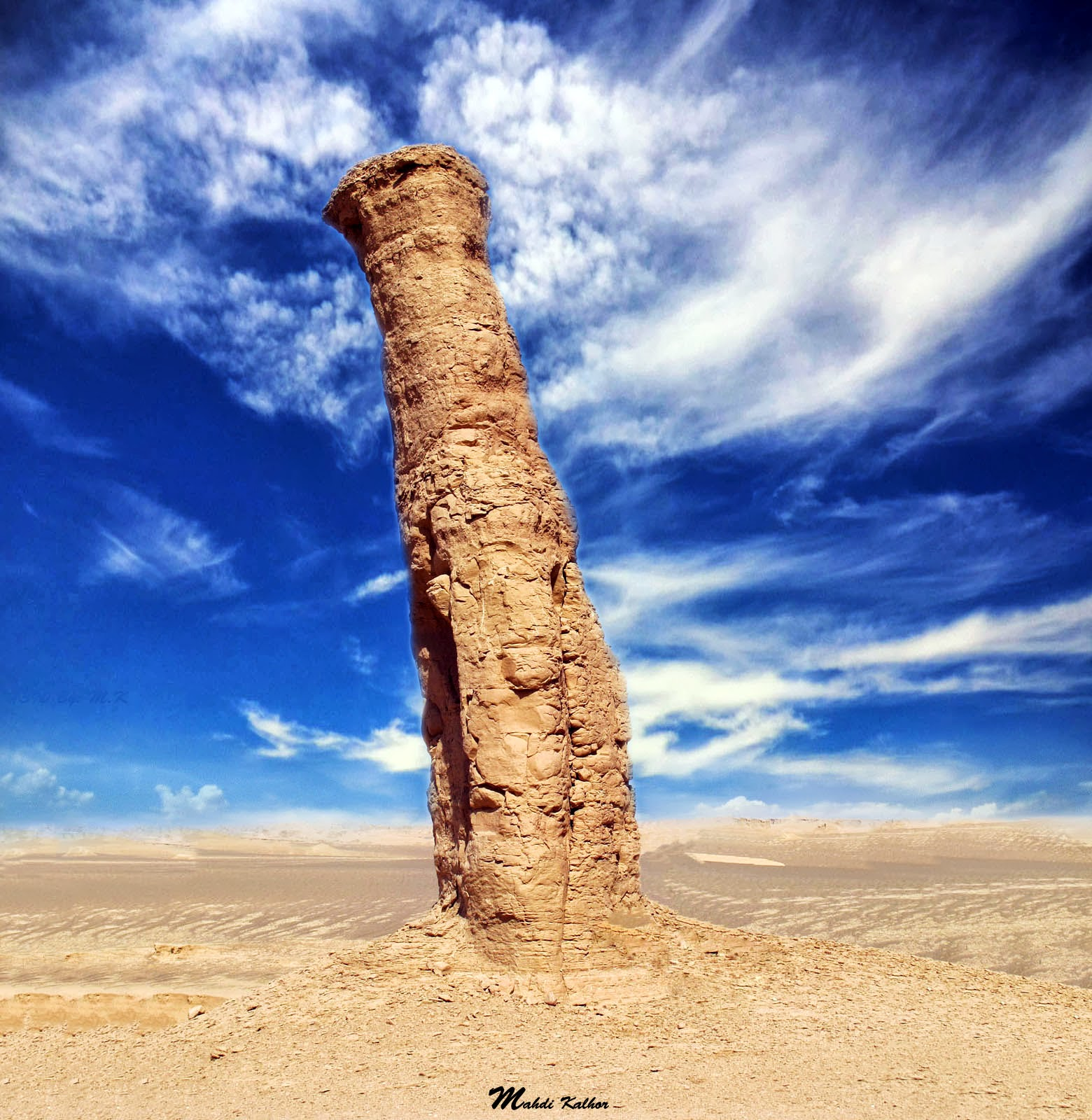
Nietypowy jardang na pustyni Lut w Iranie.

Jardang – forma ukształtowania powierzchni Ziemi występująca na pustynnych obszarach na całym świecie; ostry grzbiet oddzielający bruzdy korazyjne. Główną rolę w jego tworzeniu odgrywają procesy korazji i deflacji.

## Nazwa
Termin wywodzi się, według różnych źródeł, z języka tureckiego lub języka ujgurskiego (słowo jar oznacza ostrą krawędź skalną). Po raz pierwszy tej nazwy użył szwedzki geograf Sven Hedin (1903), opisując formy skalne występujące nieopodal jeziora Lob-nor w zachodnich Chinach.

## Charakterystyka
Jardangi mają zazwyczaj do 100 m długości i kilku, kilkunastu metrów wysokości. Zdarzają się jednak takie o długości nawet ponad 1000 m i wysokości 200 m. Ich szczyty są najczęściej spłaszczone, zaś ściany strome (czasami podcięte). Zazwyczaj można je zobaczyć w gromadach i są położone równolegle do siebie, i zgodnie z kierunkiem wiejącego wiatru (jardangi występują na tych obszarach, na których wiatr ma swój jeden stały kierunek).
Jardangi dzieli się na mikrojardangi, mezojardangi i megajardangi. Mikrojardangi są małymi tworami, najmniejsze mają ledwie kilka centymetrów wielkości. Według Svena Hedina, klasyczne jardangi osiągają wielkość kilku, kilkunastu metrów; takie rozmiary mają właśnie mezojardangi. Megajardangi mogą ciągnąć się kilometrami, a ich wysokość dochodzi nawet do 200 metrów.
Utwory te są zbudowane z mało odpornych na procesy destrukcyjne osadów (najczęściej są to słabo skonsolidowane pyły, piaski czy iły pochodzenia rzecznego, jeziornego lub eolicznego).

## Występowanie
Jardangi zlokalizowane są na terenach pustynnych, np. na pustyni Namib czy na Saharze. Licznie występują również w Azji, np. na pustyni Lut w Iranie czy na pustyniach Arabii Saudyjskiej. Można je też spotkać w obu Amerykach, Australii, a także w Europie (np. w Hiszpanii). Mezojardangi licznie występują w Czadzie, Mali, Algierii i Egipcie. Megajardangi można znaleźć m.in. na pustyni Lut czy w górach Tibesti.
Obecność jardangów stwierdzono także na Marsie.